# Bandikutovití hrubosrstí
Bandikutovití hrubosrstí či jen bandikutovití (Peramelidae) je čeleď malých placentálních vačnatců na přechodu mezi býložravým a masožravým způsobem obživy. Vyskytují se v australské oblasti.
Na většinu bandikutů platí charakteristický popis: buclatý, hrbaté tělo s dlouhým kuželovitým čenichem, velmi velké vztyčené uši, relativně dlouhé a hubené nohy, tenký ocas. Jejich hmotnost sahá od 140 gramů do 4 kilogramů, ale nejvíce druhů váží asi jako středně rostlé kotě, tedy přibližně jeden kilogram.

## Systematika a fylogeneze
Moderní systematika v rámci čeledi bandikutovitých řadí následující rody, řazené do tří podčeledí. Podčeledi Peroryctinae a Echymiperinae jsou si blízce příbuzné.
- podčeleď Echymiperinae McKenna and Bell, 1997 – bandikutci pralesní 
  - rod Echymipera Lesson, 1842
  - rod Microperoryctes Stein, 1932
  - rod Rhynchomeles Thomas, 1920
- podčeleď Peramelinae Gray, 1825  –  bandikuti ušatí
  - rod Isoodon Desmarest, 1817
  - rod Perameles É. Geoffroy Saint-Hilaire, 1804
- podčeleď Peroryctinae Groves and Flannery, 1990 – bandikutci nosatí, syn. bandikutcovití
  - rod Peroryctes Thomas, 1906